# Carena de Cal Moixí
La Carena de Cal Moixí és una serra situada al municipi de Navès (Solsonès), amb una elevació màxima de 1.301 metres.